# 維斯韋湖

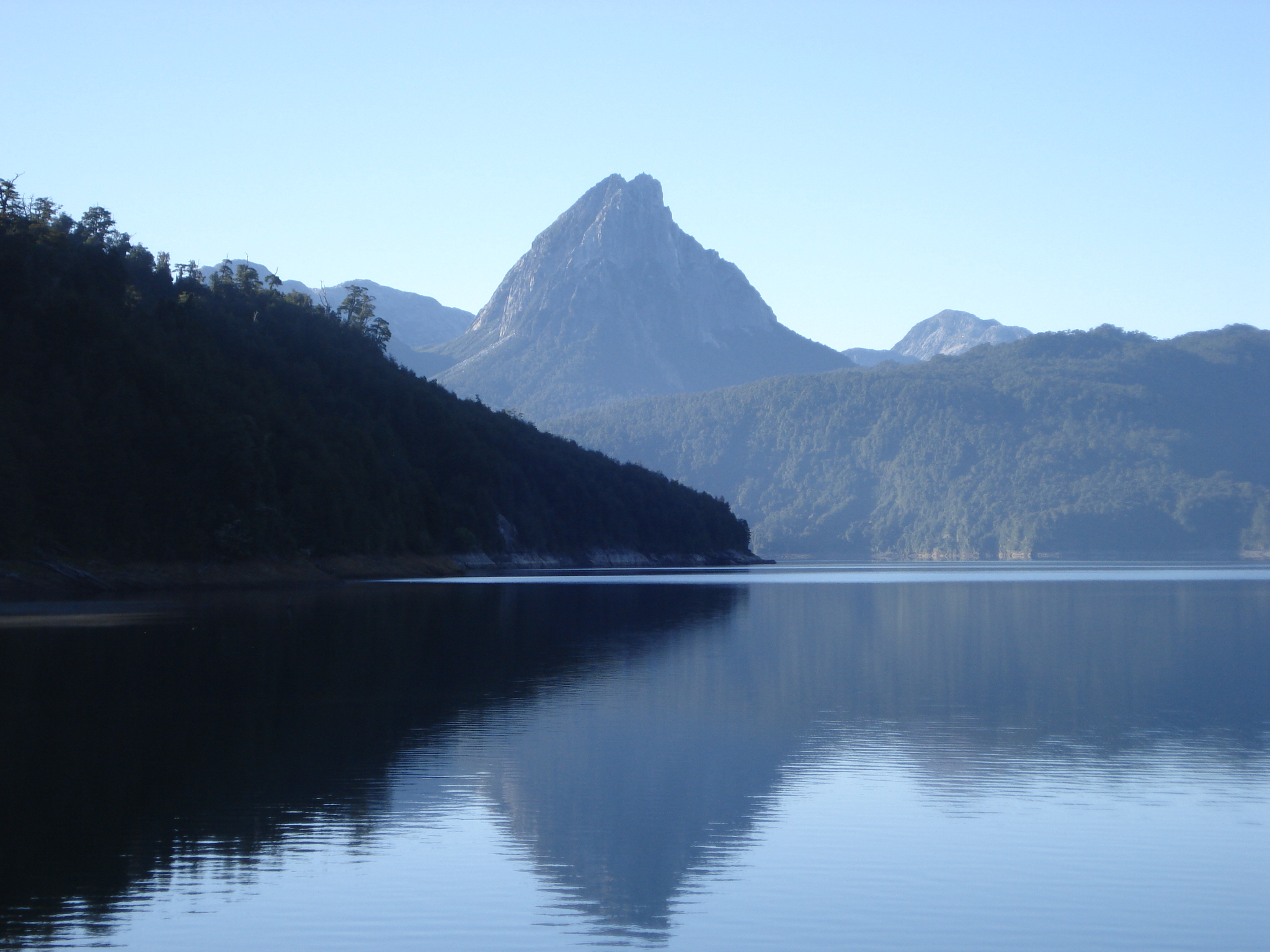

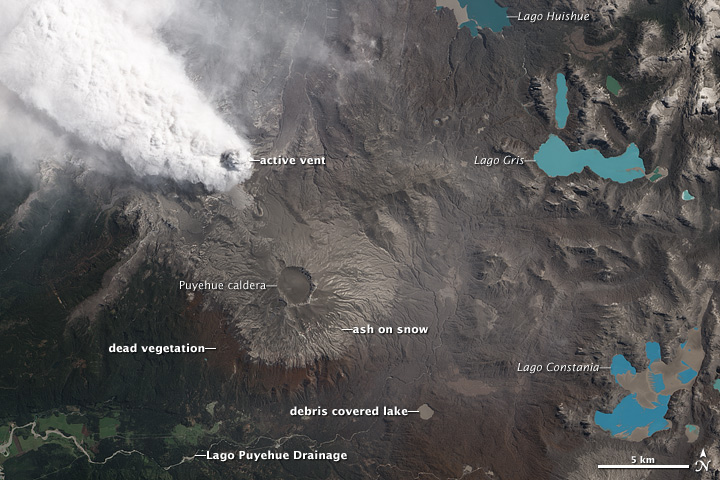

40°26′21″S 71°59′47″W / 40.43917°S 71.99639°W
維斯韋湖（西班牙語：Lago Huishue），是智利的湖泊，位於該國南部，處於邁韋湖以南10公里、普耶韋火山東北面15公里和阿根廷邊境以西10公里，面積15.1平方公里，海拔高度500米。